# Ann Vermorgen
Ann Vermorgen (Hamme, 1965) is een Belgische syndicaliste.

## Levensloop
Ann Vermorgen studeerde af als maatschappelijk assistent. In 1996 werd ze secretaris bij ACV Openbare Diensten en in 2008 nationaal secretaris van het ACV. Ze was er verantwoordelijk voor het Vlaams ACV en vertegenwoordigde het ACV binnen de Sociaal-Economische Raad van Vlaanderen, waarvan ze verschillende keren voorzitter was.
In 2024 volgde ze Marc Leemans als voorzitter van het ACV op.